# Diarthrodes brevipes
Diarthrodes brevipes is een eenoogkreeftjessoort uit de familie van de Dactylopusiidae. De wetenschappelijke naam van de soort is voor het eerst geldig gepubliceerd in 1987 door Wells & Rao.